# Jerez de García Salinas
Jerez de García Salinas egy város Mexikó Zacatecas államának középső részén. 2010-ben lakossága meghaladta a 43 000 főt. Fontos turisztikai célpont, ugyanis egyike az ország Pueblo Mágico címet elnyert településeinek.

## Földrajz

### Fekvése
A város Mexikó, és azon belül Zacatecas állam középső részén található, az állam fővárosától kevesebb mint 50 km távolságra délnyugatra, a Nyugati-Sierra Madre hegység keleti határán fekvő síkságon. Áthalad rajta az észak–déli irányú forgalmat lebonyolító 23-as főút is.

### Éghajlat
A város éghajlata meleg, de nem rendkívül forró, nyáron és ősz elején viszonylag csapadékos, máskor elég száraz. Minden hónapban mértek már legalább 29 °C-os hőséget, a rekord pedig meghaladta a 40 °C-ot is. Az átlagos hőmérsékletek a januári 11,0 és a júniusi 21,3 fok között váltakoznak, novembertől áprilisig fagyok is előfordulnak. Az évi átlagosan 480 mm csapadék időbeli eloszlása nagyon egyenetlen: a júniustól szeptemberig tartó 4 hónapos időszak alatt hull az éves mennyiség mintegy 75%-a.
| Hónap                                   | Jan. | Feb. | Már. | Ápr. | Máj. | Jún. | Júl. | Aug. | Szep. | Okt. | Nov. | Dec. | Év   |
| --------------------------------------- | ---- | ---- | ---- | ---- | ---- | ---- | ---- | ---- | ----- | ---- | ---- | ---- | ---- |
| Rekord max. hőmérséklet (°C)            | 33,5 | 31,5 | 34,5 | 36,0 | 41,0 | 39,5 | 37,0 | 34,0 | 32,5  | 33,0 | 32,0 | 29,0 | 41,0 |
| Átlagos max. hőmérséklet (°C)           | 18,9 | 21,0 | 23,5 | 26,3 | 29,1 | 29,1 | 25,8 | 25,4 | 24,8  | 23,5 | 22,1 | 19,6 | 24,1 |
| Átlaghőmérséklet (°C)                   | 11,0 | 12,3 | 14,6 | 17,3 | 20,1 | 21,3 | 19,0 | 18,6 | 18,2  | 16,1 | 13,7 | 11,7 | 16,2 |
| Átlagos min. hőmérséklet (°C)           | 3,5  | 3,7  | 5,9  | 8,5  | 11,8 | 14,0 | 12,6 | 12,0 | 11,9  | 9,0  | 5,3  | 3,8  | 8,5  |
| Rekord min. hőmérséklet (°C)            | −7,0 | −7,0 | −4,0 | −1,5 | 1,0  | 4,5  | 7,5  | 0,0  | 1,0   | 1,0  | −5,0 | −4,5 | −7,0 |
| Átl. csapadékmennyiség (mm)             | 20   | 3    | 7    | 7    | 18   | 63   | 106  | 115  | 73    | 32   | 16   | 20   | 480  |
| Forrás: Servicio Meteorológico Nacional |      |      |      |      |      |      |      |      |       |      |      |      |      |

## Népesség
A település népessége a közelmúltban folyamatosan növekedett:
| Év   | Lakosság |
| ---- | -------- |
| 1990 | 34 319   |
| 1995 | 36 642   |
| 2000 | 37 558   |
| 2005 | 38 624   |
| 2010 | 43 064   |

## Története
Nevét a Spanyolországból érkező konkvisztádorok, Pedro Carrillo Dávila, Pedro Caldera és Martín Moreno adták származási helyük, az andalúziai Jerez után. A García Salinas utótagot 1952. november 28-án kapta a városból származó 19. századi politikus, Francisco García Salinas tiszteletére.
A területen a spanyolok megérkezése előtt vacsicsilek és szakatékok éltek: utóbbiak kukoricát, tököt, babot, csilipaprikát, agávét és fügekaktuszt termesztettek, és a környéken (főként a Sierra de los Cardos hegységben) élő kisebb állatokra vadásztak. Bár vannak, akik szerint a települést 1523. január 23-án alapították a Guadalajara és Zacatecas közti út védelmére, az első írásos dokumentumok, amelyek Jerezt említik, csak 1570 elejéről származnak. A településen és környékén szinte azonnal megjelentek a hittérítők, akik egészen a század végéig folytatták tevékenységüket. Felépült egy kápolna is, amelyben toledói Szent Ildefonz és Guzmán Szent Domonkos képeit helyezték el. Kialakították a ma is meglevő főteret, és felépítették a városházát.
Alig egy héttel a mexikói függetlenségi háború kezdetét jelentő 1810-es Grito de Dolores után a hírek Jerezbe is eljutottak, reményeket és egyúttal félelmet is keltve a lakókban. 1811-ben Colotlánból sebesülten a városba érkezett Matehuala spanyolpárti papja, José Francisco Álvarez, valamint Francisco Inguanzo katonai káplán. A helyi emberek között jelentősen megnövelte a függetlenségi mozgalommal való szimpátiát, hogy ellenségeik a város főterén több feltételezett függetlenségi szimpatizánst agyonlőttek.
A függetlenség kivívása után irodalmi intézet is működött a városban, azonban ez 1837-ben Zacatecasba költözött. 1869-ben Higinio Escobedo javasolta egy színház felépítését is. A 20. század elején, a porfiriátus idején, amikor mintegy 12 000 lakója volt a városnak, a környék haciendáihoz tartozó földek a régió legjobb termőhelyeinek számítottak. Az állam fővárosával, Zacatecasszal ekkoriban napi kocsijárat kötötte össze Jerezt. Bár viszonylagos jólét és béke uralkodott a településen, mégis feszültséget szított egyes emberek törvény általi kivételeztetettsége, így a forradalom eszméi gyorsan terjedni tudtak. Az első kisebb megmozdulás a függetlenségi harc kitörésének centenáriumán, 1910. szeptember 15-én történt, amikor is néhány tüntető Francisco Ignacio Maderót éltető kiáltások közepette betörte a községi palota ablakait. Négy nappal később már véres harcok dúltak a városban, és bár a felgyújtott Hinojosa Színházat még meg tudták menteni a leégéstől, azt az épületet azonban nem, ahol rendkívül értékes dokumentumokat őriztek a város történelmével kapcsolatban, így ezek az iratok mind elpusztultak. A következő időszakban rengetegen elköltöztek a városból, ahol egyre több volt a fosztogatás és a gyilkosság. Az 1920-as évekre rendeződött a helyzet, és újra fejlődésnek indult a város.
1951-ben jelent meg a Semanario Jerez című újság első száma, ezt a lapot hét éven keresztül Fernando Robles Zepeda professzor szerkesztette. 1968-ban felavatták a Ramón López Velarde nevű másodfokú iskolát, 1979-ben egy aguascalientesi szobrász Juan Pérez Medina pap megbízásából felújította a város védőszentjének, Szűz Máriának a képmását, 1983-ban pedig új községi palotát nyitottak meg: ennek avatásán maga Miguel de la Madrid köztársasági elnök is részt vett.

## Turizmus, látnivalók
A város kiemelkedő turisztikai értékei miatt elnyerte a Pueblo Mágico címet. Számos építészeti értékkel rendelkezik, ezek közül a legkiemelkedőbbek az Hinojosa Színház (1872 és 1878 között épült), a községi palota (16. század), a Szeplőtelen Fogantatás templom (18. század közepe), a Nuestra Señora de la Soledad-templom (építése 1805-ben kezdődött), a községi könyvtár és az úgynevezett „Tornyos Épület”, amely Dámaso Muletón tervei alapján épült azon a helyen, ahol egykor a város első iskolája működött. Az egykori piactér helyén kialakított, tervezője után Jardín Rafael Páeznek nevezett park közepén egy mór stílusú pavilon, négy sarkán pedig négy szökőkút található. A Casa Ramón López Velarde nevű múzeum, Ramón López Velarde költő szülőháza, a költővel, valamint Jerez múltjával és művészetével foglalkozik. A környék nevezetessége a Las Margaritas nevű fürdőhely, a Sierra de los Cardos nevű hegység, valamint két, gazdasági és turisztikai céllal is rendelkező víztározó, a Tesorero és a Cargadero.

## Képek

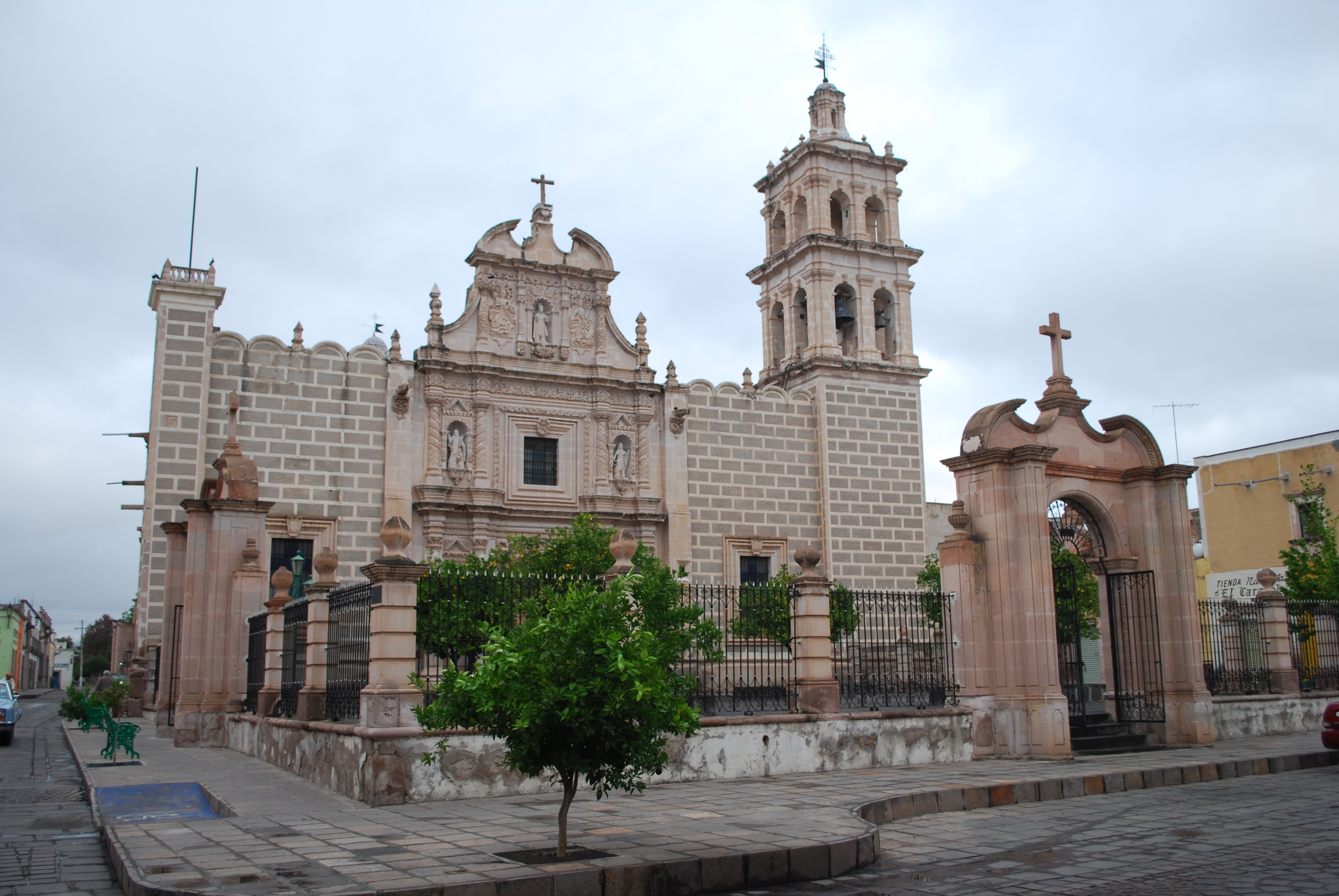
A Szeplőtelen Fogantatás templom
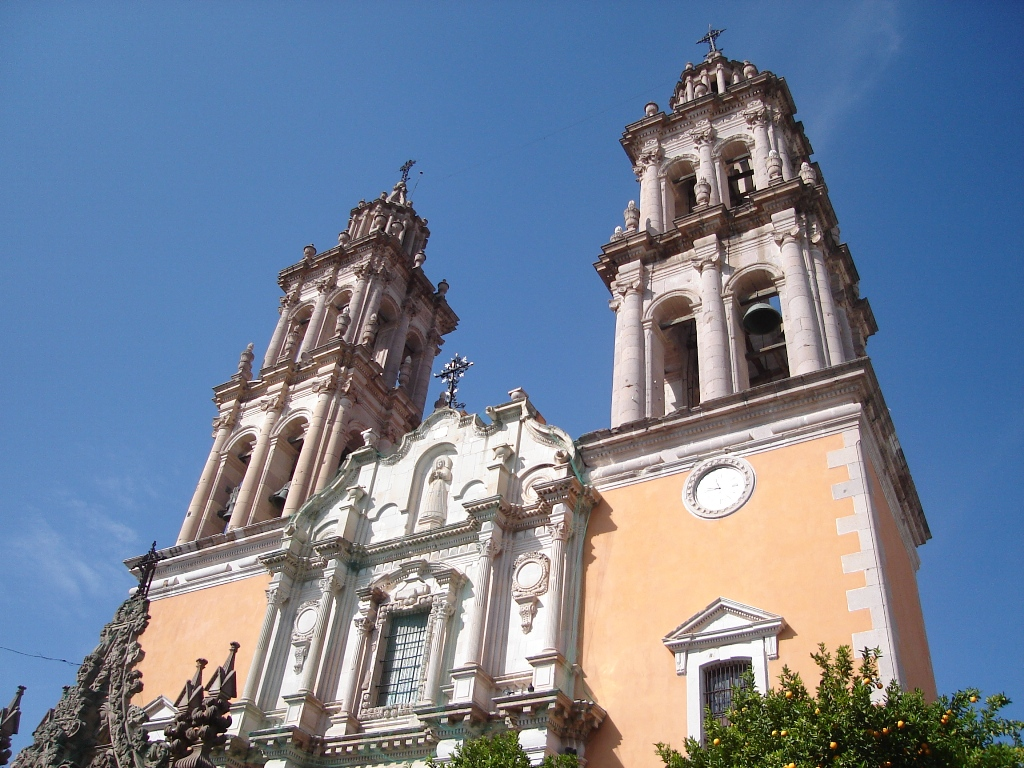
A Nuestra Señora de la Soledad-templom
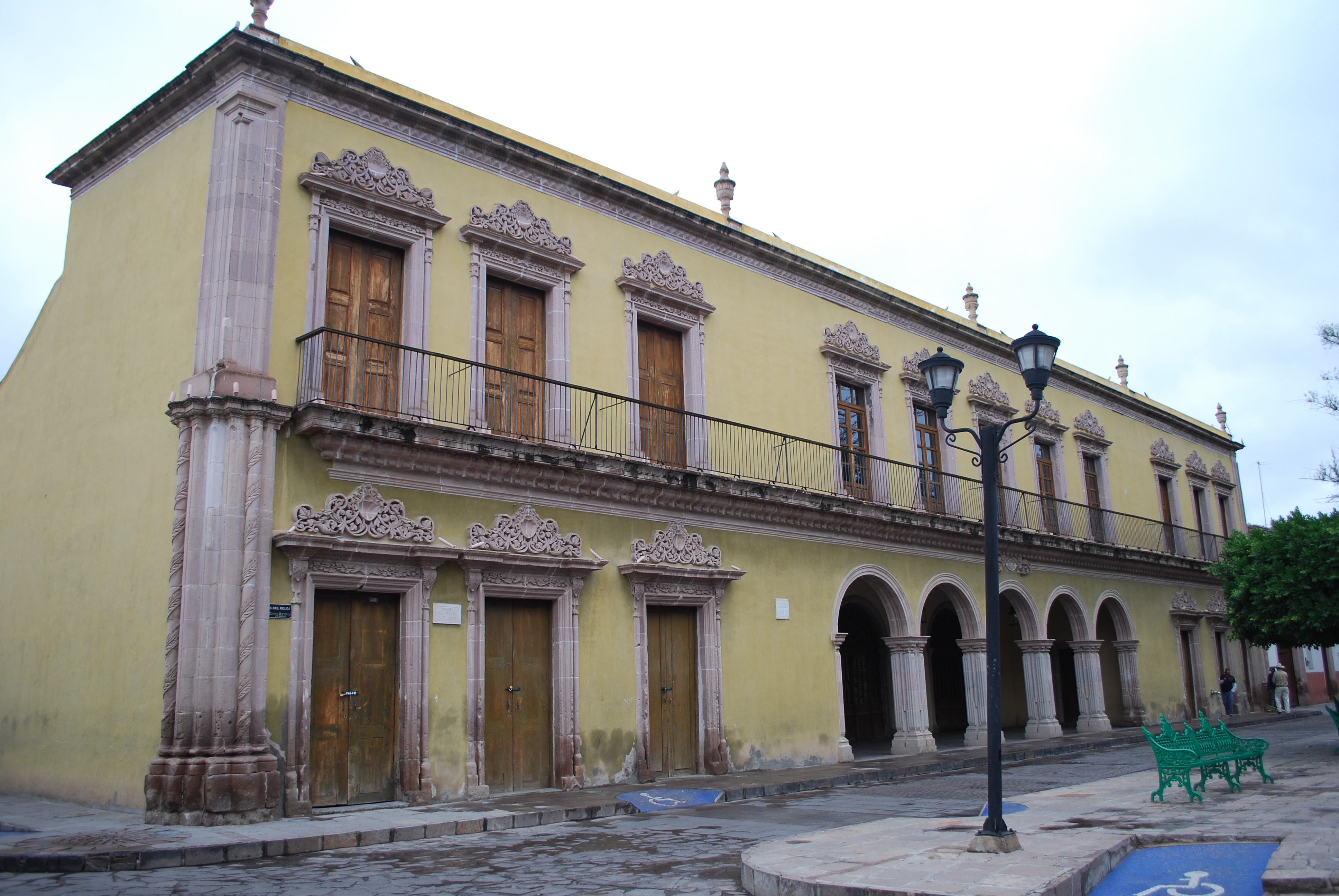
Az Hinojosa Színház
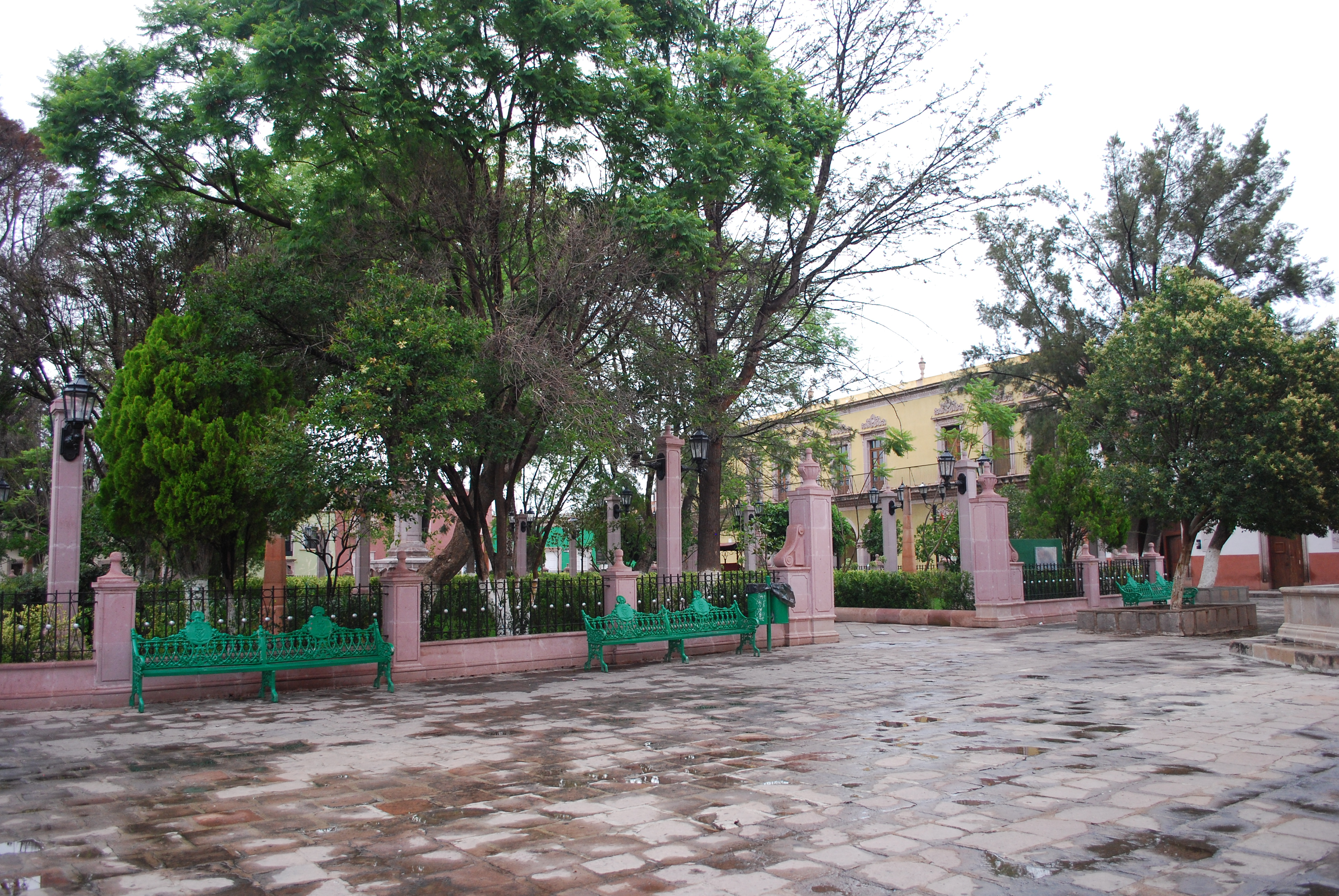
Az Hidalgo park